# Hylaeus rugulosus
Hylaeus rugulosus är en biart som först beskrevs av Perkins 1899.  Hylaeus rugulosus ingår i släktet citronbin, och familjen korttungebin. Inga underarter finns listade i Catalogue of Life.